# Аквебог (Нью-Йорк)
Аквебог (англ. Aquebogue) — переписна місцевість (CDP) в США, в окрузі Саффолк штату Нью-Йорк. Населення — 2547 осіб (2020).

## Географія
Аквебог розташований за координатами 40°56′38″ пн. ш. 72°36′56″ зх. д. / 40.94389° пн. ш. 72.61556° зх. д. (40.943988, -72.615472).  За даними Бюро перепису населення США в 2010 році переписна місцевість мала площу 10,13 км², з яких 9,87 км² — суходіл та 0,26 км² — водойми.

## Демографія
Згідно з переписом 2010 року, у переписній місцевості мешкало 2438 осіб у 932 домогосподарствах у складі 642 родин. Густота населення становила 241 особа/км².  Було 1127 помешкань (111/км²).
Расовий склад населення:
| - 90,7 % — білих - 4,2 % — чорних або афроамериканців - 0,5 % — вихідців з тихоокеанських островів - 0,2 % — азіатів - 3,4 % — осіб інших рас |

До двох чи більше рас належало 0,9 %. Частка іспаномовних становила 11,9 % від усіх жителів.
За віковим діапазоном населення розподілялося таким чином: 19,1 % — особи молодші 18 років, 64,0 % — особи у віці 18—64 років, 16,9 % — особи у віці 65 років та старші. Медіана віку мешканця становила 45,1 року. На 100 осіб жіночої статі у переписній місцевості припадало 92,4 чоловіків;  на 100 жінок у віці від 18 років та старших — 96,7 чоловіків також старших 18 років.
Середній дохід на одне домашнє господарство  становив 112 400 доларів США (медіана — 90 847), а середній дохід на одну сім'ю — 106 768 доларів (медіана — 92 422). За межею бідності перебувало 0,3 % осіб, у тому числі 0,0 % дітей у віці до 18 років та 0,0 % осіб у віці 65 років та старших.
Цивільне працевлаштоване населення становило 1043 особи. Основні галузі зайнятості: освіта, охорона здоров'я та соціальна допомога — 28,9 %, мистецтво, розваги та відпочинок — 14,2 %, роздрібна торгівля — 12,7 %.